# Akiachak
Akiachak ist ein Ort und ein census-designated place (CDP) in der Bethel Census Area in Alaska in den Vereinigten Staaten. Von 1974 bis 1990 war Akiachak eine City. Das U.S. Census Bureau hatte bei der Volkszählung 2020 eine Einwohnerzahl von 667 ermittelt. Das Eskimo-Dorf liegt im Yupik-Sprachenraum.

## Geographie
Akiachak befindet sich im Südwesten von Alaska am rechten Flussufer des Kuskokwim River, 22 km nordöstlich vom Verwaltungszentrum Bethel. Der etwa sieben Meter über dem Meeresspiegel gelegene Ort befindet sich im Yukon-Kuskokwim-Delta. Das Gemeindegebiet ist vom Schutzgebiet Yukon Delta National Wildlife Refuge umgeben. Nächstgelegene Orte sind Kwethluk, 11 km südlich, sowie Akiak, 12 km östlich.

## Geschichte
Das Gebiet wurde von den Yupik-Eskimos saisonal zu Subsistenzzwecken genutzt. Das Dorf tauchte beim Zensus im Jahr 1890 als „Akiachakchagamiut“ auf und hatte damals 43 Einwohner. Ein Postamt wurde 1934 eröffnet. Am 7. Februar 1974 erhielt Akiachak den Status einer Gemeinde als „City zweiter Klasse“. Dieser Gemeindestatus wurde am 31. Januar 1990 zugunsten der Verwaltungsform „traditional village council governance“ aufgegeben. Entsprechend ist Akiachak seither ein census-designated place. Heute leben die Bewohner von Akiachak von Fischfang und Subsistenzwirtschaft. Der Verkauf, die Einfuhr und der Besitz von Alkohol sind in Akiachak verboten.

## Verkehr
Der alte Flugplatz mit einer 502 m langen und 12 m breiten Schotterpiste als Landebahn befindet sich am östlichen Ortsrand. Dieser erfüllte Anfang der 2000er Jahre nicht mehr die Mindeststandards für den modernen Flugverkehr, so dass zwischen 2009 und 2012 ein neuer Flugplatz Akiachak (⊙) mit einer 1006 m langen und 18 m breiten Schotterpiste als Landebahn 2,5 km westlich von Akiachak mit einer Zufahrtsstraße errichtet wurde.

## Demografie
Zum Zeitpunkt der Volkszählung im Jahre 2020 (U.S. Census 2020) hatte Akiachak 677 Einwohner auf einer Landfläche von 18,16 km². Von den Einwohnern waren 26 Weiße, einer afrikanisch-amerikanischer sowie 639 amerikanisch-indianischer Abstammung.
Beim Zensus im Jahr 2000 wurden 585 Einwohner gezählt, 2010 waren es 627. Die Bevölkerungsentwicklung war somit in den letzten Jahren ansteigend.